# Piper sororium
Piper sororium är en pepparväxtart som beskrevs av C. Dc.. Piper sororium ingår i släktet Piper och familjen pepparväxter. Inga underarter finns listade i Catalogue of Life.